# Ponte de Mértola sobre o Rio Guadiana
A  Ponte de Mértola sobre o Rio Guadiana, oficialmente denominada de Ponte sobre o Guadiana, e originalmente como Ponte Engenheiro Arantes e Oliveira, é uma infra-estrutura rodoviária sobre o Rio Guadiana, situada junto à vila de Mértola, na região do Baixo Alentejo, em Portugal. Foi inaugurada em 1961.

## Descrição e história
A ponte cruza o Rio Guadiana, sendo suportada por sete pilares. O engenheiro responsável foi Edgar Cardoso.
Foi inaugurada em 21 de Junho de 1961, tendo o então presidente da Câmara Municipal de Mértola, Eduardo José Raposo, considerado esta obra como «a mais velha e maior aspiração» do concelho. Veio substituir uma ponte-barca, instalada em 1924, que por sua vez rendeu um antigo sistema de barcas entre as duas margens, que funcionou durante vários séculos. A ponte-barca sofria de vários problemas, com muitas interrupções devido às cheias do Guadiana, tendo chegado a naufragar em 1955. Após este acidente, o então Ministro das Obras Públicas, Eduardo de Arantes e Oliveira, iniciou o processo para a construção da ponte, motivo pelo qual recebeu o nome de Ponte Engenheiro Arantes e Oliveira. Esta obra permitiu uma melhoria considerável nas comunicações entre as duas margens do rio, tendo-se integrado numa fase de grande expansão das comunicações rodoviárias na região, em detrimento das fluviais.
Em 12 de Dezembro de 2013 foi lançado o livro A Travessia do Guadiana em Mértola – As Barcas e a Ponte, escrito por Júlio Appleton, Joaquim Boiça e Rui Mateus, e editado pela Associação da Defesa do Património de Mértola, onde foi explicada a evolução histórica das várias formas de travessia do rio, incluindo a construção da ponte. Em 19 de Dezembro de 2017, foi inaugurada a iluminação da ponte, obra que custou cerca de 90 mil Euros, e que segundo a autarquia, foi feita no sentido de melhorar as condições de utilização e segurança da ponte. O sistema consistia em dezoito colunas e laminárias, além de catorze projectores para fazer a iluminação cénica dos sete pilares, sendo possível variar as cores das luzes.